# Édouard de Pomiane
Édouard de Pomiane, właśc. Edward Pożerski (ur. 20 kwietnia 1875 w Paryżu, zm. 26 stycznia 1964 tamże) – francuski lekarz i autor książek kucharskich, polskiego pochodzenia.

## Życiorys
Był synem emigrantów z Polski, którzy wyjechali do Francji przed powstaniem styczniowym: Edwarda Aleksandra Pożerskiego herbu Pomian, członka wileńskiej organizacji powstańczej, i Olimpii Bielajew. Miał brata Witolda i siostrę Emilię. W rodzinie kultywowano polskie tradycje, mówiono po polsku. Z czasem rodzina zmieniła nazwisko z Pożerski na de Pomiane. 
Studiował medycynę i filozofię trawienia, w 1908 obronił pracę doktorską. Po ukończeniu studiów pracował w paryskim Instytucie Pasteura, pod kierunkiem Félixa  d’Hérelle. 
Oprócz pracy naukowej zajmował się także wydawaniem książek kucharskich i propagowaniem zasad zdrowego żywienia poprzez audycje radiowe. W swoich dziełach przekazywał swoje rady dla czytelnika w niekonwencjonalny sposób, wyjaśniając zarazem mechanizm procesów chemicznych, towarzyszących przygotowaniu każdej potrawy. Najsłynniejszym z jego dzieł była: Kuchnia w dziesięć minut (La cuisine en dix minutes) przeznaczona dla osób pragnących przygotowywać wykwintne potrawy, ale dysponujących ograniczonym budżetem czasu. W czasie okupacji niemieckiej opracował serię poradników przedstawiających zasady żywienia w warunkach wojennego deficytu żywności.

## Dzieła
- 1922: Hygiène alimentaire (jako Edouard Pozerski)
- 1929: Cuisine juive, ghettos modernes
- 1930: La Cuisine en dix minutes, ou l'Adaptation au rythme moderne
- 1933: Radio-Cuisine
- 1935: La Cuisine en plein air
- 1936: La cuisine en six lecons on l'initation a la cuisine familiale (Nauka przyrządzania potraw w sześciu lekcjach czyli wstęp do kuchni domowej, I wyd. polskie wyd. Delta 1936, II wyd. Książka i Wiedza, 1991)
- 1939: Réflexes et réflexions devant la nappe
- 1940: Cuisine et restrictions
- 1943: Conserves familiales et microbie alimentaire
- 1948: Bien manger pour bien vivre
- 1955: Des honnestes voluptés de bouche et d’amour
- 1961: La Cuisine en 10 minutes
- 1979: Les Recettes préférées de la mère Denis
- 1996: Les Recettes de ma vieille nounou
- 1998: Conserves familiales
- 2002: La Cuisine en 6 leçons